# John Neville Keynes
Pour les articles homonymes, voir Keynes (homonymie).
John Neville Keynes (né le 31 août 1852 et mort le 15 novembre 1949) est un économiste britannique. Maitre de conférences à l'université de Cambridge, il y enseigne la logique et l'économie politique. 

## Biographie
Fils de John Keynes et d'Anna Maynard Neville, il fait ses études secondaires à Amersham Hall. Il étudie ensuite à l'University College de Londres où il obtient son diplôme et une bourse d'études pour le Pembroke College à Cambridge, et fait des études classiques et en mathématiques. Il devient fellow de Pembroke College en 1876. Il enseigne à la faculté de philosophe de Cambridge de 1883 à 1911, puis il est élu registrary, responsable de l'administration et des finances de l'université, en 1910, fonction qu'il occupe jusqu'en 1925.
Son ouvrage connu est The Scope and Method of Political Economy, il y énonce une distinction entre
- « a positive science, a body of systematized knowledge concerning what is » ;
- « a  normative or regulative science […], a body of systematized knowledge discussing criteria of what ought to be […] »[1], il divise l'économie en :
- économie positive  (l'étude de ce qui est et de la façon dont cela fonctionne)
- économie normative (l'étude de ce qui devrait être)
- en art économique (économie appliquée). L'art économique utilise les leçons tirées de l'économie positive pour atteindre des buts normatifs.

Il épouse la réformiste sociales Florence Ada Brown. Ils sont les parents de l'économiste John Maynard Keynes, à qui il inculque le goût pour la controverse, Geoffrey Neville, chirurgien, et Margaret Neville Keynes, épouse d'Archibald Hill, lauréat du prix Nobel de physiologie ou médecine en 1922).

## Principaux travaux
- Études et exercices dans la logique formelle, 1884.
- The Scope and Method of Political Economy [« La portée et la méthode d'économie politique »], 1891 [(en) lire en ligne]

## Référence
- (en) Cet article est partiellement ou en totalité issu de l’article de Wikipédia en anglais intitulé « John Neville Keynes » (voir la liste des auteurs).

1. ↑  Economie positive et économie normative
2. ↑  Rita McWilliams Tullberg, « Keynes [née Brown], Florence Ada (1861–1958) », dans Oxford Dictionary of National Biography, 2007 (lire en ligne).
3. ↑  (fr) « Keynes John Maynard », sur Sciences humaines (consulté le 6 juin 2007)